# Dasumia cephalleniae
Espèce
Dasumia cephalleniae est une espèce d'araignées aranéomorphes de la famille des Dysderidae.

## Distribution
Cette espèce est endémique de Grèce. Elle se rencontre sur Céphalonie.

## Description
La femelle holotype mesure 3,8 mm.

## Étymologie
Son nom d'espèce lui a été donné en référence au lieu de sa découverte, Céphalonie.

## Publication originale
- Brignoli, 1976 : Ragni di Grecia IX. Specie nuove o interessanti delle famiglie Leptonetidae, Dysderidae, Pholcidae ed Agelenidae (Araneae). Revue suisse de Zoologie, vol. 83, no 3, p. 539-578 (texte intégral).